# Fury d'Ottawa (féminines)
Pour l'équipe masculine voir Fury d'Ottawa.
Maillots
Le Fury d'Ottawa  est une équipe de soccer féminin canadien représentant la ville d'Ottawa, en Ontario. 
Le Fury joue dans la Division centrale de la Conférence Centrale de la USL W-League, le premier niveau de soccer (football) féminin au Canada. Les couleurs de l'équipe sont le rouge et le blanc pour les matchs au stade du Collège Algonquin et de bleu pour les matchs extérieurs.

## Histoire
L'équipe féminine des Fury est fondée en 2000 simultanément avec la création du club. À partir de la saison 2003, l'équipe féminine évolue dans la W-League. Le club crée également en 2005 une équipe masculine qui évolue dans la Premier Development League et en 2006 des équipes-jeunesse, jouant dans les ligues Super Y-League et Super-20 League de la United Soccer Leagues. En novembre 2010, l'équipe féminine U17 des Fury d'Ottawa remporte le championnat de la Super Y-League. Au fil des années, le club se dote d'un imposant programme jeunesse garçons et filles avec une académie. 
Le 20 juin 2011, la North American Soccer League (NASL) annonce la création d'une nouvelle franchise par les Fury et ce pour la saison 2013. La nouvelle équipe de deuxième division masculine nord-américaine jouera ses matchs au Stade Frank-Clair rénové dans le Parc Lansdowne d'Ottawa.

### Au tout début du club
Andy Nera est le fondateur et le premier propriétaire du club. Il occupe les fonctions d'entraîneur-chef du Fury d'Ottawa dans leurs trois premières saison (2000, 2001 et 2002 ). Au cours de ses saisons, l'équipe remporte 16 victoires pour 16 matchs nuls et 8 défaites mais, ne se qualifie pas pour les séries éliminatoires dans leurs deux premières années. À la fin de la campagne 2002, John Pugh, un milliardaire anglais habitant Ottawa, achète les Fury et les transforme en club professionnel mixte hommes-femmes avec des équipes de la W-League, de la PDL, du Super-20 et du Super Y-League.

### L'ère Frank Lofranco
En 2003 lors de l’obtention d'une franchise dans la W-League par les Fury, Frank Lofranco est nommé entraîneur-chef de l'équipe féminine. De 2003 à 2007, il mène l'équipe à un record de tous les temps en saison régulière pour une équipe canadienne : 56 victoires, 4 nuls et 3 défaites. Sous sa direction, les Fury méritent une place en séries éliminatoires en 2003 et depuis le club s'est toujours qualifié pour l'après-saison. Frank Lofranco conduit les Fury à 4 titres de division (2004, 2005, 2006, 2007 ), à 2 titres de conférences (2005 et 2006) et atteint la finale du Championnat W-League à deux reprises (2005 et 2006). En 2005, les Fury atteignent leur première grande finale du championnat W-League mais tombent 0-3 devant leurs rivaux du New Jersey Wildcats. Les Fury reviennent à la finale du championnat la saison suivante mais perdent devant l'équipe canadienne des Whitecaps de Vancouver. Malheureusement les Fury connaissent le même sort les saisons suivantes sans pouvoir remporter un seul championnat de la W-League. En 2007 toutefois, les Fury affichent une saison parfaite sans aucune défaite (11-0-1), mais chutent en finale devant le Washington Freedom. À la fin de la saison 2008, Frank Lofranco démissionne. 
Au cours de ces années, les Fury possèdent plusieurs joueuses de l'équipe nationale canadienne comme Marie-Ève Nault, Rhian Wilkinson, Taryn Swiatek, Robyn Gayle, Diana Matheson et Amy Vermeulen. Celles-ci sont au cœur de la réussite des Fury au cours des années Lofranco. L'attaquante des Fury, Kelly Parker s'avère être durant ses saisons, l'une des joueuses les plus menaçantes offensivement dans la W-League.

### Un nouveau départ
Craig Smith, un ancien joueur écossais vivant à Vancouver, est recruté comme nouvel entraîneur-chef. Dans sa première saison comme entraîneur-chef, il mène les Fury à un championnat de division et à un championnat de conférence. Lors du  W-League final Four, après un score nul de 0-0 lors des 120 minutes de jeu, les Fury subissent l'élimination en demi-finales sur une séance de tirs au but devant le Washington Freedom. En 2010 avec une fiche de 8-1-3, les Fury remportent de nouveau le championnat de leur division mais s'avouent vaincues devant le Buffalo Flash en Championnat de conférence. Le Flash remporte cette saison  le titre de championnat de la W-League avec comme principale joueuse offensive, Kelly Parker, une ancienne Fury. Craig Smith ne revient pas coacher les Fury en 2011. Il laisse un dossier de 32-3-5 en saison régulière, 3 titres de division (2008, 2009, 2010), 1 championnat de conférence (2009) et le recrutement d'internationales de Nouvelle-Zélande comme Amber Hearn et Ria Percival.

### L'élève devient l'entraîneur-chef
Après avoir passé six saisons comme entraîneur-adjoint sous Frank Lofranco et sous Craig Smith, Dom Oliveri est nommé entraîneur-chef de l'équipe féminine des Fury en 2011. Il a la tâche de reconstruire l'équipe à la suite du départ de plusieurs joueuses notables vers l'étranger. Il recrute principalement dans les rangs américains de la NCAA et dans la ligue du Sport interuniversitaire canadien. Lors de la saison 2011, la gardienne Jasmine Phillips maintenant capitaine de l'équipe connaît sa première saison régulière parfaite (12-0-0) et Mallory Outerbridge mène la ligue au chapitre des buts et des points, aidant ainsi les Fury à conquérir un championnat de division et à titre de Conférence. Les Fury atteignent la finale du championnat W-League pour la troisième fois de leur histoire mais doivent se contenter de nouveau de la médaille d'argent en chutant 6-1 aux mains des Silverbacks d'Atlanta. Malgré cette défaite, Dom Oliveri est élu entraîneur de l'année 2011 et Mallory Outerbridge est nommée joueuse MVP de la W-League.
En 2012, après une saison régulière de 10 victoires et de 2 défaites,  Dom Oliveri conduit les Fury au titre de championnes de la W-League pour la première fois dans l'histoire du club,.

### La fin
Le 2 décembre 2014, après d'avoir 14 ans et cinq championnats de W-League, le Fury d'Ottawa a dissout l'équipe féminine par une « décision d'affaires ».

## Parcours de l'équipe féminine en W-League
| Année | Ligue        | Conférence               | Division                 | Saisons régulières                                                    | Séries éliminatoires                                    |
| ----- | ------------ | ------------------------ | ------------------------ | --------------------------------------------------------------------- | ------------------------------------------------------- |
| 2003  | USL W-League | Conférence du nord-est   | Division du nord         | Termine au 2e rang de la division                                     | Perd en semi-finale, (4e place dans la ligue)           |
| 2004  | USL W-League | Conference nord-centrale | Division du nord         | Termine au 1er rang de la Division                                    | perd en finale de la W-League, (2e place dans la ligue) |
| 2005  | USL W-League | Conférence du nord-est   | Division du nord         | Termine au 1er rang de la division et remporte le titre de conférence | perd en finale de la W-League, (2e place dans la ligue) |
| 2006  | USL W-League | Conférence du nord-est   | Division du nord         | Termine au 1er rang de la division et remporte le titre de conférence | perd en finale de la W-League, (2e place dans la ligue) |
| 2007  | USL W-League | Conférence du nord-est   | Division du nord         | Termine au 1er rang de la division                                    | perd en finale de la W-League, (2e place dans la ligue) |
| 2008  | USL W-League | Conférence centrale      | Division du nord         | Termine au 1er rang de la division                                    | perd en finale de la W-League, (2e place dans la ligue) |
| 2009  | USL W-League | Conférence centrale      | Division des grands-lacs | Termine au 1er rang de la division et remporte le titre de conférence | perd en semi-finale, (4e place dans la ligue)           |
| 2010  | USL W-League | Conférence centrale      | Division des grands-lacs | Termine au 1er rang de sa division                                    | perd en finale de conférence                            |
| 2011  | USL W-League | Conférence centrale      | Division des grands lacs | Termine au 1er rang de la division et remporte le titre de conférence | perd en finale de la W-League, (2e place dans la ligue) |
| 2012  | USL W-League | Conférence centrale      | Division centrale        | Termine au 1er rang de la division                                    | Vainqueur du Championnat W-League                       |

## Honneurs de l'équipe féminine des Fury
- USL W-League Champions 2012[16].
- USL W-League Central Division Champions 2012
- USL W-League Central Conference Champions 2011
- USL W-League Greak Lakes Division Champions 2011
- USL W-League Great Lakes Division Champions 2010
- USL W-League Central Conference Champions 2009
- USL W-League Great Lakes Division Champions 2009
- USL W-League Northern Division Champions 2008
- USL W-League Northern Division Champions 2007
- USL W-League Eastern Conference Champions 2006
- USL W-League Northern Division Champions 2006
- USL W-League Eastern Conference Champions 2005
- USL W-League Northern Division Champions 2005
- USL W-League North Central Division Champions 2004[17]

## Records individuels dans l'équipe
- Meilleure butteuse de l'histoire des Fury: Kelly Parker – 56 buts
- Meilleure mention d'aide: Kelly Parker – 34 assistances
- Leader dans le nombre de points accumulée: Kelly Parker - 146 points
- Joueuse ayant accumulé le plus grand nombre de matchs dans l'uniforme des Fury: Kelly Parker - 66 matchs
- Joueuse ayant accumulé le plus grand nombre de victoires dans l'uniforme des Fury: Jasmine Phillips - 26 matchs

## Distinction individuelle
En fin de saison 2011, les Fury possèdent la meilleure buteuse de la W-League, Mallory Outerbridge. De plus, Amanda Fancher est nommée la meilleure défenseure de la W-League. Les deux joueuses sont élues avec leurs coéquipières Jasmine Phillips et Jessica Shufelt  sur l'équipe d'étoiles 2011 All-Conference Teams de la W-League.
En 2012, la gardienne  Jasmine Phillips, la défenseure Kathryn Williamson et les milieux de terrain Katrina-Lee Gorry et  Lisa-Marie Woods sont élues sur l'équipe d'étoiles de la W-League

## Effectif final
Les Fury ont un large éventail de talents : plusieurs joueuses sont issus de la NCAA première division américaine, d'autres jouent dans la ligue du Sport interuniversitaire canadien. 

## Équipe technique 2012
- Entraîneur-chef :   Dom Oliveri[21].
- Entraîneur-adjoint : Kwesi Loney
- Entraîneur des gardiennes :  David Bellemare
- Gérant : Julie Prystupa
- Thérapeute sportif :  Mel Fiala

### Anciens entraîneurs-chef
- Craig Smith  - 2008-2010
- Frank Lofranco - 2003-2007
- Andy Nera- 2000-2002

## Anciennes joueuses
Au cours de son histoire, le club a compté de nombreuses joueuses notables dont plusieurs internationales : 26 anciennes joueuses des Fury ont évolué sur des équipes nationales - 13 avec le Canada, 4 avec la Nouvelle-Zélande, 3 avec l'Australie et 1 avec l'Angleterre, 1 avec les États-Unis, 1 avec l'Irlande, 1 avec la Turquie et 1 avec la Norvège. 
| - Tameka Butt - Aivi Luik - Stacy Stocco - Servet Uzunlar - Audrey Bernier-Larose - Melanie Booth - Robyn Gayle - Diana Matheson - Marie-Ève Nault - Christina Julien | - Gina Pacheco - Kelly Parker - Erin McNulty - Beanlands Rachelle - Leah Robinson - Tina Romagnuolo - Maha Temkit - Rhian Wilkinson - Amy Vermuelen - Cecilie Henriksen | - Rachael Axon - Michelle Evans - Jodie Taylor - Faye White - Zoé Avner - Anna Laue - Ciara McCormack - Ingrid Christensen - Lisa-Marie Woods - Amber Hearn | - Ria Percival - Hayley Moorwood - Emma Kete - Emma Mattsson - Melisa Erturk - Katie Bethke |

## Championnat W-League 2012
Les Fury d'Ottawa sont le club d'accueil pour le week-end du Championnat de fin de saison 2012 de la W-League. La série finale des  3 matchs éliminatoires (semi-finales et finales) est joué les 27 et 29 juillet 2012 au Complexe de soccer du Collège Algonquin à Ottawa.